# Luca Canonici
Luca Canonici (né le 22 septembre 1960 à Montevarchi, dans la province d'Arezzo en Toscane) est un ténor italien contemporain.

## Biographie
Après ses études avec Tito Gobbi, Luca Canonici se produit rapidement sur les scènes des théâtres du monde entier.
Il a remplacé José Carreras dans le film La Bohème réalisé par Luigi Comencini.
Artiste multiforme, son répertoire s'étend de Mozart à l'opérette, jusqu'à la musique contemporaine. Il a participé à la création d'œuvres de Luciano Berio et de Flavio Emilio Scogna.

## Discographie
- Falstaff de Verdi dirigé par Georg Solti
- Requiem de Verdi dirigé par John Eliot Gardiner
- La sonnambula de Bellini
- I Capuleti e i Montecchi de Bellini
- Il signor Bruschino de Rossini
- La cambiale di matrimonio de Rossini
- Don Pasquale de Donizetti
- L'esule di Roma de Donizetti
- La favorita de Donizetti
- Il furioso all'isola di San Domingo de Donizetti
- Linda di Chamounix de Donizetti
- Otto mesi in due ore de Donizetti
- L'Arlesiana de Cilea
- La rosa bianca e la rosa rossa de Mayr

## Source de la traduction
- (it) Cet article est partiellement ou en totalité issu de l’article de Wikipédia en italien intitulé « Luca Canonici » (voir la liste des auteurs).